# Cartoon Network Hindi
Cartoon Network Hindi (a menudo abreviado como CN हिंदी में) es un canal de televisión infantil en idioma hindi, destinado a la zona de Oriente Medio y el norte de África, y que fue creado para ofrecer programas animados a niños de 4 a 14 años, que sean hijos de los inmigrantes procedentes del subcontinente indio, que residan en el Mundo Árabe por motivos laborales. El canal es operado por Warner Bros. Discovery EMEA. Como su nombre lo indica, el canal transmite exclusivamente en idioma hindi, siendo similar, tanto en programación como en identidad gráfica, al canal de televisión infantil abierto en árabe de Turner, Cartoon Network Árabe.
Es el primer canal de televisión infantil en hindi de Oriente Medio y el norte de África. Turner lanzó Cartoon Network Hindi el 1 de abril de 2016 exclusivamente en la plataforma de televisión satelital beIN Network. Transmite principalmente programación animada tanto de la cadena estadounidense original como de la transmisión india, aunque, más allá de compartir parte de su programación, la señal de Medio Oriente no está relacionada con la del subcontinente indio.
El 12 de enero de 2017, el canal cambió su formato de imagen a Full HD (1080i), además de cambiar su identidad gráfica, pasando a la era dimensional.